# Walide Khyar
Walide Mustapha Khyar (ur. 9 czerwca 1995) – francuski judoka. Medalista olimpijski z Paryża (2024) w drużynie i piąty indywidualnie. Olimpijczyk z Rio de Janeiro (2016), gdzie zajął siedemnaste miejsce w wadze ekstralekkiej.
Brązowy medalista mistrzostw świata w 2023; piąty w 2021; uczestnik zawodów w 2017, 2019, 2022 i 2024. Drugi w drużynie w 2019. Startował w Pucharze Świata w 2015, 2017, 2019 i 2022. Złoty medalista mistrzostw Europy w 2016; brązowy w 2023 i 2025; siódmy w 2021. Piąty na igrzyskach europejskich w 2019 roku.

## Letnie Igrzyska Olimpijskie 2016
| Konkurencja | Eliminacje           | Eliminacje             | Klas. końcowa |
| Konkurencja | Przeciwnik I         | Przeciwnik II          | Miejsce       |
| ----------- | -------------------- | ---------------------- | ------------- |
| 60 kg       | Simon Yacoub (PLE) Z | Felipe Kitadai (BRA) P | 17.           |

## Letnie Igrzyska Olimpijskie 2024
| Konkurencja | Eliminacje                    | Eliminacje                  | Eliminacje                 | Repasaże                        | Finały              | Klas. końcowa |
| Konkurencja | Przeciwnik I                  | Przeciwnik II               | 1/4                        | Przeciwnik I                    | o 3 miejsce         | Miejsce       |
| ----------- | ----------------------------- | --------------------------- | -------------------------- | ------------------------------- | ------------------- | ------------- |
| 66 kg       | Mohammad Rashnonezhad (EOR) Z | Waża Margwelaszwili (GEO) Z | Gusman Kyrgyzbajew (KAZ) P | Jondonperenlejn Baschüü (MGL) Z | Denis Vieru (MDA) P | 5.            |